# Junta Interamericana de Defesa
A Junta Interamericana de Defesa (JID) é uma organização militar internacional composta por representantes civis e militares de 28 países que presta serviços de assessoramento técnico, consultivo e educativo em assuntos militares e de defesa, inerentes ao hemisfério americano, para a Organização dos Estados Americanos OEA e seus Estados Membros

## História
Criada em 30 de março de 1942, em pleno transcurso da Segunda Guerra Mundial, por uma Comissão Especial do Conselho Deliberativo da então União Panamericana, formada por embaixadores do Brasil, Panamá e Venezuela, a Junta Interamericana de Defesa está sediada na tradicional Casa do Soldado, localizada à 2600 16th Street NW, Washington, DC.

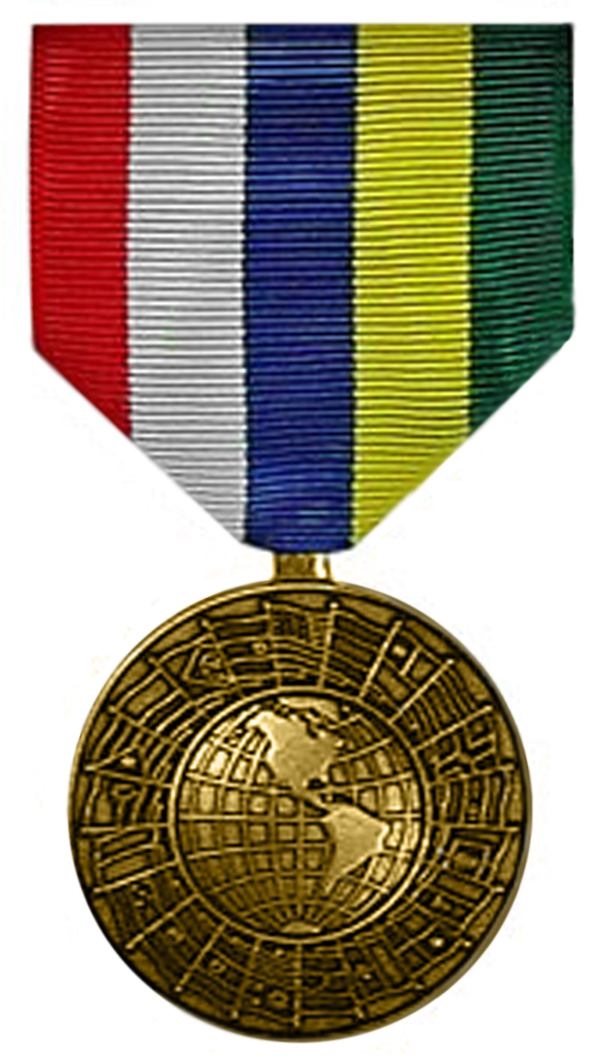
Medalha da instituição.

Apesar de existir há mais de seis décadas, somente em 15 de março de 2006, por ocasião da celebração de seu 64º aniversário, a JID passou a ser considerada uma entidade da Organização dos Estados Americanos, mediante Resolução nº 1 (XXXII-E/06) da Assembleia Geral da OEA.
Integram a Junta Interamericana de Defesa os seguintes países: Antígua e Barbuda, Argentina, Barbados, Belize, Brasil, Canadá, Chile, Colômbia, El Salvador, Equador, Estados Unidos, Granada, Guatemala, Guiana, Haiti, Honduras, Jamaica, México, Nicarágua, Panamá, Paraguai, Peru, República Dominicana, Suriname, Trinidad e Tobago, Uruguai e Venezuela.
Ultimamente a JID tem concentrado seus esforços no Programa de Desminado Humanitário na América do Sul (Equador, Peru e Colômbia); nos relatórios sobre o fomento às Medidas de Confiança e de Segurança; na assessoria de informações sobre os desastres naturais, mediante uma sala de situação a ser instalada sempre que houver a solicitação de ajuda internacional; no apoio à memória institucional da Conferência de Ministros de Defesa (CMDA); no aconselhamento sobre as políticas de defesa que dizem respeito ao uso das forças nacionais e de apoio aos pequenos Estados que o solicitem; bem como no desenvolvimento de programas de educação sobre matérias de segurança regional, sobre os assuntos acima relacionados e sobre a proteção às vítimas de um conflito armado.

## Colégio Interamericano de Defesa
O Colégio Interamericano de Defesa (CID) é uma instituição de ensino internacional, vinculada à Junta Interamericana de Defesa, que oferece um curso multidisciplinar e mestrado de altos estudos de defesa hemisférica.
O CID é uma organização singular no continente, uma vez que tanto os docentes, com os estagiários, têm um caráter internacional.
O programa acadêmico de 11 meses de duração oferece um panorama integral dos sistemas de governos, ambiente internacional, estrutura e funcionamento do sistema Interamericano, cobrindo ampla gama de temas de segurança que afetam e dizem respeito ao continente Americano.
Cada país membro da OEA pode apresentar candidatos para realizar o curso no CID.
Desde sua origem, mais de 1560 alunos de 23 países diferentes formaram-se pelo Colégio, dos quais, mais de 40% vieram a ser promovidos ao Generalato ou ocuparam altos cargos na administração pública de seus países, incluindo cargos de Presidentes.